# O Holy Night
O Holy Night (pol. Ta Święta Noc) – kolęda skomponowana przez Adolphe Adama w 1847 do słów Minuit, chrétiens autorstwa Placide Cappeau (1808–1877). Autorem angielskiego tekstu był John Sullivan Dwight.

## Tekst
| Oryginał Placidego Cappeaua | Wersja Johna Sullivana Dwighta |
| --- | --- |
| Minuit, chrétiens, c’est l’heure solennelle, Où l’Homme Dieu descendit jusqu'à nous Pour effacer la tache originelle Et de Son Père arrêter le courroux. Le monde entier tressaille d’espérance En cette nuit qui lui donne un Sauveur. Peuple à genoux, attends ta délivrance. Noël, Noël, voici le Rédempteur, Noël, Noël, voici le Rédempteur! De notre foi que la lumière ardente Nous guide tous au berceau de l’Enfant, Comme autrefois une étoile brillante Y conduisit les chefs de l’Orient. Le Roi des rois naît dans une humble crèche: Puissants du jour, fiers de votre grandeur, A votre orgueil, c’est de là que Dieu prêche. Courbez vos fronts devant le Rédempteur. Le Rédempteur a brisé toute entrave: La terre est libre, et le ciel est ouvert. Il voit un frère où n’était qu’un esclave, L’amour unit ceux qu’enchaînait le fer. Qui lui dira notre reconnaissance, C’est pour nous tous qu’il naît, qu’il souffre et meurt. Peuple debout! Chante ta délivrance, Noël, Noël, chantons le Rédempteur, Noël, Noël, chantons le Rédempteur! | O holy night! The stars are brightly shining, It is the night of our dear Saviour’s birth. Long lay the world in sin and error pining, 'Til He appear’d and the soul felt its worth. A thrill of hope the weary world rejoices, For yonder breaks a new and glorious morn. Fall on your knees! O hear the angel voices! O night divine, O night when Christ was born; O night divine, O night, O night Divine. Led by the light of Faith serenely beaming, With glowing hearts by His cradle we stand. So led by light of a star sweetly gleaming, Here come the wise men from Orient land. The King of Kings lay thus in lowly manger; In all our trials born to be our friend. He knows our need, our weakness is no stranger, Behold your King! Before Him lowly bend! Behold your King, Before Him lowly bend! Truly He taught us to love one another; His law is love and His gospel is peace. Chains shall He break for the slave is our brother; And in His name all oppression shall cease. Sweet hymns of joy in grateful chorus raise we, Let all within us praise His holy name. Christ is the Lord! O praise His Name forever, His power and glory evermore proclaim. |

## Wersja Mariah Carey
O Holy Night – jest kolędą, którą pochodzi z albumu Merry Christmas Mariah Carey i wytypowano ją na piąty singiel promujący krążek zimą 1996 roku w USA.

## Wersja Ellie Goulding
Angielska wokalistka Ellie Goulding nagrała własną wersję kolędy „O Holy Night”, którą następnie udostępniła w formie singla za streamingu 8 grudnia 2017 roku. Bez żadnej zapowiedzi piosenka pojawiła się na kanałach Brytyjki. 8 grudnia m.in. na iTunes zaś 12 grudnia na oficjalnym kanale Goulding na YouTube.
Wersja „O Holy Night” Ellie została pierwotnie wydana do pobrania za darmo w 2015 roku. W 2020 roku artystka umieściła kolędę na swoim EP zatytułowanym Songbook for Christmas.

### Lista utworów
| Digital download / media strumieniowe | Digital download / media strumieniowe | Digital download / media strumieniowe |
| Nr                                    | Tytuł utworu                          | Długość                               |
| ------------------------------------- | ------------------------------------- | ------------------------------------- |
| 1.                                    | „O Holy Night”                        | 3:14                                  |
|                                       |                                       | 3:14                                  |

### Historia wydania
| Obszar     | Data           | Format                                | Wersja      | Wytwórnia          | Przypis |
| ---------- | -------------- | ------------------------------------- | ----------- | ------------------ | ------- |
| Cały świat | 8 grudnia 2017 | digital download · media strumieniowe | standardowa | Polydor Records    | [ 2 ]   |
| Cały świat | 8 grudnia 2017 | MP3                                   | standardowa | Interscope Records | [ 6 ]   |

## Media
- W przypadku problemów z odtwarzaniem zobacz instrukcję obsługi